# فیله ورین
فیله ورین، روستایی از توابع بخش طارم سفلی شهرستان قزوین در استان قزوین ایران است.

## جغرافیا
روستای فیله‌ورین (پیله‌ورین)، در شمال غربی استان قزوین و در فاصله ۳۳ کیلومتری روستای نیارک، مرکز دهستان نیارک، در جنوب بخش طارم سفلی قرار دارد. فاصله روستا تا شهر قزوین از طریق جاده نیارک، حدود ۱۵۰ کیلومتر و از طریق اتوبان قزوین-زنجان ۱۲۴ کیلومتر است که جاده روستا خاکی می‌باشد. روستای فیله‌ورین در منطقه‌ای کوهستانی و در دامنه کوه واقع شده و دارای معماری پلکانی که خاص نواحی مرتفع و شیب دار است، می‌باشد. رودخانه نسبتاً پرآبی به نام اؤرکن چایی که از ارتفاعات روستای انجیلین سرچشمه گرفته، با گذر از این روستا، زمین‌های پایین دست را سیراب نموده و نهایتاً در نزدیکی لوشان به رودخانه شاهرود می‌ریزد. کوهستان‌های این روستا محل رویش گیاهان دارویی مختلف و فراوان در فصل بهار است و محیطی مناسب برای دامداری پدیدآورده است.

## جمعیت
این روستا در دهستان نیارک قرار دارد و بر اساس سرشماری مرکز آمار ایران در سال ۱۳۸۵، جمعیت آن ۱۵۷ نفر (۴۱خانوار) بوده‌است. مردم روستای فیله‌ورین از اعقاب ایل افشار هستند و به زبان ترکی آذربایجانی صحبت می‌کنند و شغل آنها عمدتاً کشاورزی، باغداری، دامداری و قالی بافی است. دلیل کم بودن جمعیت روستا محرومیت جدی آن و مهاجرت بالایی است که به شهرهای دیگر صورت می‌گیرد. اکثریت جمعیت فیله‌ورین به شهرهای ابهر و خرمدره و نیز شهرهای قزوین، تهران، کرج و اطراف آنها مهاجرت کرده‌اند. تعداد خانوارهای دائمی ساکن روستا پنجاه خانوار است. در سال ۱۳۹۰ جمعیت دائمی روستا ۱۶۱ نفر در قالب ۸۳ مرد و ۷۸ زن با ۴۳ خانوار ذکر شده است.

## دین
مردم روستا مسلمان شیعه هستند. در این روستا بقعه امامزاده‌ای موسوم به امامزاده عبدالله که در بین مردم محلی به شاهزاده عبدالله شهرت دارد، واقع شده‌است. این بقعه دارای ضریحی فلزی و درآمد دار بوده و درسال دو بارغباروبی می گرددو گنبدی دوپوش از جنس ایزوگام پوشیده‌است و دارای مساحتی به متراژ۱۰۰ متر بوده و سرویس‌های تازه سازی به متراژ ۸ متر مردانه و زنانه دارد و در حالحاضر در حال ساخت زائرسرا در قسمتی می‌باشد که نیمه کاره بوده و به متراژ ۵۰ متر می‌باشد و لازم به اعتبار دارد. بقعه شامل دو اتاق تو در تو است که مرقد امامزاده در اتاق دوّم قرار گرفته و ابعاد آن ۵×۶ متر است و در وسط آن ضریح آهنی به ابعاد ۲×۲۰/۱ متر قرار دارد. کف و دیوارهای داخل و خارج بقعه با سنگ مرمر تزیین شده و بر روی بقعه نیز گنبدی به شکل کلاه خودی به قطر ۲ و ارتفاع ۳ متر است که در ساقه آن ۸ پنجره جهت نورگیری تعبیه شده‌است.